# Matelea hispida
Matelea hispida là một loài thực vật có hoa trong họ La bố ma. Loài này được (Hook. & Arn.) Bacigalupo mô tả khoa học đầu tiên năm 1979.

## Hình ảnh

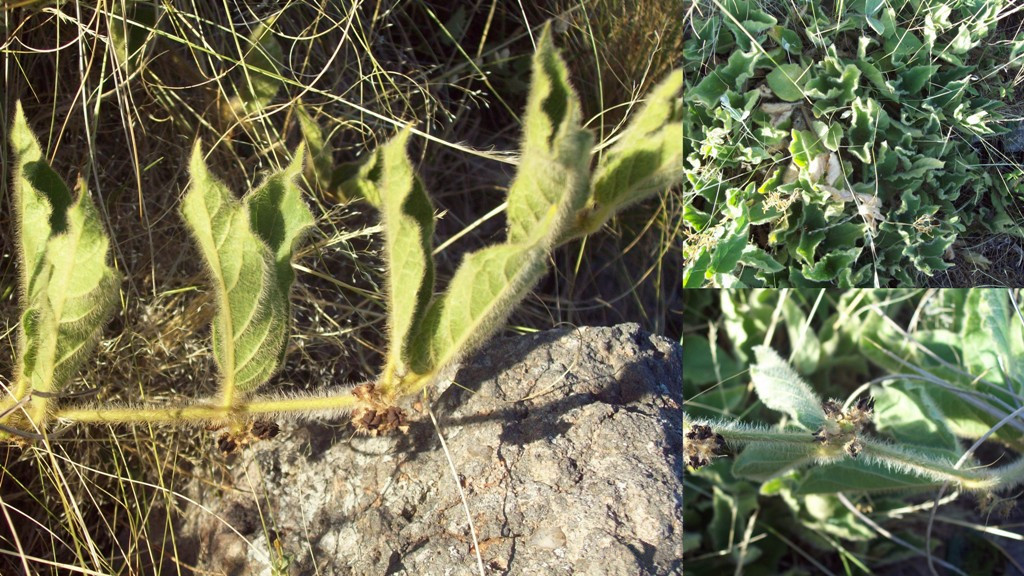